# Вятърничав
„Вятърничав“ (на турски: Hercai) е турски драматичен сериал, излъчван от 15 март 2019 г. Като първият сезон приключва на 31 май 2019 година с 12-и епизод (средният рейтинг за сезона е около 13 и половина процента, като това го прави най-рейтинговия сериал за Турция през 2019). Вторият сезон започва на 20 септември 2019 година с 13-и епизод и приключва по-рано (27 март 2020 година с 38-и епизод) от предвиденото заради пандемията от коронавирус (средният рейтинг за сезона е около девет процента). На 18 септември 2020 година започва последният 3 сезон с 39-и епизод и приключва на 25 април 2021 година. Сериалът печели награда за най-добър сериал в Турция за 2019 година, както и за 2020. Рейтнигите на сериала в началото на Третият сезон са значително по-ниски от тези в предните два сезона, но постепенно се стабилизират и достигат над 6 процента.В Турция епизодите са 69, а в България 256.

## Сюжет
Миран Асланбей е бизнесмен от Истанбул, който се връща в родния си град Мидят заради отмъщение. Той има тежко детство, защото родителите му са били убити по жесток начин, и е отгледан от строгата си баба Азизе. Старицата обвинява Хазар Шадоулу за смъртта на сина и снаха ѝ. Тя иска от Миран да отмъсти на Шадоулу, като обезчести тяхната внучка Реян. Мъжът се жени за Реян и веднага след сватбата я изоставя. Миран обаче бързо озъснава грешката си и прави всичко по силите си, за да си върне Реян. Тяхната любов ще бъде подложена на изпитания заради неизчистени сметки от миналото.

## Излъчване в Турция
| Сезон | Епизоди | Начало на сезона  | Край на сезона | Всички епизоди | ТВ сезон    | ТВ канал | Дата и час                               |
| ----- | ------- | ----------------- | -------------- | -------------- | ----------- | -------- | ---------------------------------------- |
| 1     | 12      | 15 март 2019      | 31 май 2019    | 1 – 12         | 2019        | ATV      | петък (20:00)                            |
| 2     | 26      | 20 септември 2019 | 27 март 2020   | 13 – 38        | 2019 – 2020 | ATV      | петък (20:00)                            |
| 3     | 31      | 18 септември 2020 | 25 април 2021  | 39 – 69        | 2020 – 2021 | ATV      | петък (39 – 53)/неделя (54 – 69) (20:00) |

## Излъчване в България
| Сезон | Епизоди | Начало на сезона  | Край на сезона   | Всички епизоди | ТВ сезон       | ТВ канал     | Дата и час                 |
| ----- | ------- | ----------------- | ---------------- | -------------- | -------------- | ------------ | -------------------------- |
| 1     | 44      | 11 януари 2021 г. | 11 март 2021 г.  | 1 – 44         | 2021 г.        | Диема Фемили | всеки делничен ден (22:00) |
| 2     | 100     | 12 март 2021 г.   | 29 юли 2021 г.   | 45 – 144       | 2021 г.        | Диема Фемили | всеки делничен ден (22:00) |
| 3     | 112     | 30 юли 2021 г.    | 4 януари 2022 г. | 145 – 256      | 2021 – 2022 г. | Диема Фемили | всеки делничен ден (22:00) |

## Актьорски състав
- Акън Акъньозю – Миран Асланбей/Шадоулу - Съпруг на Реян. Син на Хазар и Дилшах , внук на Азизе и Насух. Братовчед на Гьонюл , Аслан , Елиф , Азат , Ярен и Хюма. Полубрат на Гюл и Бахар. Зет на Зехра и Махвуз. Бизнесмен (1-69)
- Ебру Шахин – Реян Шадоулу/Асланбей - Съпруга на Миран. Дъщеря на Зехра и Махвуз. Осиновена дъщеря на Хазар , осиновена внучка на Насух. Доведена братовчедка на Азат , Ярен и Хюма. Полусестра на Гюл и Бахар. Доведена племенница на Джихан и Хандан. Снаха на Хазар и Дилшах. Учителка (1-69)
- Айда Аксел – Азизе Асланбей/Айше Дербент/Шадоулу - Бивша приятелка на Насух. Майка на Хазар , Ахмед , Али и Мехмет. Свекърва на Султан , Дилшах и Зехра. Баба на Миран , Гюл , Бахар , Гюнюл , Аслан и Елиф. Леля на Азра и Харун. Пенсионерка (1-69)
- Маджит Сонкан – Насух Шадоулу - Бивш приятел на Азизе. Баща на Хазар и Джихан. Дядо на Миран , Гюл , Бахар , Азат , Ярен и Хюма. Свекър на Хандан и Зехра. "Дядо" на Реян. Пенсионер (1-69)
- Серхат Тутумлуер - Хазар Шадоулу - Съпруг на Зехра. Бащта на Миран , Гюл и Бахар. Син на Азизе и Насух. Полубрат на Джихан , Ахмед , Али и Мехмед. Втори баща и свекър на Реан. Чичо на Азат , Ярен , Хюма , Гюнюл , Аслан и Елиф. Бизнесмен (1 - 65)
- Фериде Четин - Зехра Шадоулу - Майка на Реян , Гюл и Бахар. Съпруга на Хазар. Леля на Азат , Ярен , Хюма , Гюнюл , Аслан и Елиф. Снаха на Насух. Тъщта на Миран. Безработна (1 - 29 ; 42 - 69)
- Ебрар Аля Демирбилек - Гюл Шадоулу - Дъщеря на Хазар и Зехра. Сестра на Бахар. Полусестра на Миран и Реян. Внучка на Насух. Племенница на Джихан и Хандан. Братовчедка на Азат , Ярен и Хюма. Дете (1 - ок. 50)
- Сердар Йозер – Джихан Шадоулу - Син на Насух и Назлъ. Съпруг на Хандан. Баща на Азат , Ярен и Хюма. Чичо на Миран , Гюл и Бахар. Получичо на Реян. Свекър на  Елиф и Гюнюл. Тъст на Харун. Бизнесмен (1-69)
- Гюлчин Хатъхан – Хандан Шадоулу - Майка на Азат , Ярен и Хюма. Съпруга на Джихан. Леля на Миран , Гюл и Бахар. Полулеля на Реян. Снаха на Насух. Свекърва на Елиф и Гюнюл , тъща на Харун. Безработна (1-69)
- Ахмет Тансу Ташанлар - Азат Шадоулу - Син на Джихан и Хандан. Брат на Ярен и Хюма. Племенник на Хазар и Зехра. Братовчед на Миран , Гюл и Бахар. Внук на Насух. Съпруг на Елиф и Гюнюл. Бизнесмен (1 - 62)
- Илай Еркьок – Ярен Шадоулу/Бакърджъолу - Дъщеря на Джихан и Хандан. Сестра на Азат и Хюма. Внучка на Насух. Племенница на Зехра и Хазар. Братовчедка на Миран , Гюл и Бахар. Съпруга на Харун. Снаха на Фюсун. Безработна (1 - 69)
- Гюлчин Сантърджъолу - Султан Асланбей - Снаха на Азизе. Майка на Гюнюл и Аслан. Леля на Елиф , Миран , Гюл и Бахар (1 - 51)
- Оя Онустасъ - Гюнюл Асланбей/Шадоулу - Дъщеря на Султан и Ахмед. Сестра на Аслан. Внучка на Азизе. Братовчедка на Елиф , Миран , Гюл , Бахар , Азра и Харун. Безработна (1 - 62)
- Доган Байрактар - Аслан Карахан/Асланбей - Син на Султан и Ахмед. Брат на Гюнюл. Внук на Азизе. Братовчед на Елиф , Миран , Гюл , Бахар , Азра и Харун. Безработен
- Еда Елиф Башламъшлъ/Дайгу Йетиш - Елиф Асланбей/Шадоулу - Дъщеря на Али и Селиха. Внучка на Азизе. Съпруга на Азат. Братовчедка на Миран , Гюл , Бахар , Гюнюл , Аслан , Азра и Харун. Снаха на Джихан и Хандан. Безработна (1 - 31)
- Гюнеш Хаят – Есма Демиралп - Майка на Фърат. Свекърва на Зейнеп. Прислужница (1-69)
- Джахит Гьок - Фърат Демиралп/Асланбей - Син на Есма. Съпруг на Зейнеп. Бизнесмен (1-69)
- Йешиляпрак Диларай - Зейнеп Асланбей - Съпруга на Фърат. Снаха на Есма.
- Гювен Хокна - Шукран - Майка на Дилшах. Баба на Миран. Пенсионерка (27 - 64)
- Айсун Метинер - Дилшах Асланбей - Майка на Миран. Свекърва на Реян. Снаха на Азизе. Дъщеря на Шюкран.
- Баръш Ялчън - Махфуз - Баща на Реян. Тъст на Миран (31 - 69)
- Айдан Бурхан – Ханифе Дербент - Сестра на Азизе. Прислужница (1 – 44)
- Атила Пакдемир - Юсуф - Приятел на Насух.
- Ахмад Хархаш - Ахмед Асланбей - Син на Азизе и Нихат Асланбей. Брат на Хазар , Мехмет и Али. Съпруг на Султан. Баща на Гюнюл и Аслан. Чичо на Елиф , Миран , Гюл и Бахар.
- Киутай Шахин - Мехмет Асланбей - Син на Азизе и Нихат Асланбей. Брат на Хазар ,  Ахмет , Али. Съпруг на Дилшах. Втори баща на Миран. Чичо на Гюнюл , Аслан и Елиф.
- Инджи Шен – Нигяр Катарджъ - Прислужница на Шадоолу.
- Сарп Икилер - Джанер Катарджъ - Син на Нигяр. Войник.
- Аслъ Самат – Мелике Аштутан - Прислужница.
- Ейлем Танръвер – Кериман Четин - Прислужница.
- Гьокхан Явуз – Ръза Демир - Прислужник.
- Юсуф Бедир – Бедирхан - Прислужник.
- Емрулах Омай – Махмуд - Човек на Азизе.
- Айдан Таш – Шехриряр Ташкън - Прислужница.
- Зухал Ялчън - Асие - Прислужница.
- Елвън Демирес - Шейда - Прислужник.
- Айшегюл Гюнай – Фюсун Асланбей/Бакърджъолу - Дъщеряна Хамит Асланбей. Сестра на Нихат. Зълва на Азизе. Майка на Азра и Харун. Свкърва на Ярен. Леля на Ахмед , Али , Мехмед и Фърат (47 – 68)
- Сера Кутлубей – Азра Асланбей/Гюнеш - Дъщеря на Фюсун. Сестра на Харун. Братовчедка на Гюнюл , Аслан и Елиф. Медицинска сестра.
- Ахмет Каяксен - Харун Бакърдъолу - Съпруг на Ярен. Зет на Хандан и Джихан. Син на Фюсун. Брат на Азра. Братовчед на Гюнюл , Аслан и Елиф (29 - 55)

## В България
В България сериалът започва на 11 януари 2021 г. по „Диема Фемили“ и завършва на 4 януари 2022 г. На 5 юни 2023 г. по „Диема Фемили“ започва повторно излъчване и завършва на 15 май 2024 г. Ролите се озвучават от Даниела Сладунова, Йорданка Илова, Петя Миладинова, Александър Митрев, Ивайло Велчев и Димитър Иванчев.